# حركة سارفودايا شرامادانا
تعدّ حركة سارفودايا شرامادانا حركة حكم ذاتي في سريلانكا، وهي حركة تقدم برامج شاملة للتنمية وحل النزاعات في القرى. كما أنها أكبر منظمة للسكان الأصليين تعمل على إعادة الإعمار من كارثة تسونامي الناجمة عن زلزال المحيط الهندي عام 2004. تأسست الحركة عام 1958 على يد أ. ت. أرياراتني عندما اصطحب أربعين طالبًا من طلاب المدارس الثانوية واثني عشر مدرسًا من كلية نالاندا كولومبو في «تجربة تعليمية» إلى قرية منبوذة هي كاثالوا وساعد القرويين على إصلاحها.
يعمل موظفو منظمة سارفودايا وبرامجها في حوالي 15000 قرية (من أصل 38000 قرية) في سريلانكا اعتبارًا من عام 2006. تقدر المنظمة أن 11 مليون مواطن هم من المستفيدين الأفراد من أحد برامجها. توزع المجموعة أموالًا من بنك احتياطي مالي قدره 1.6 مليار روبية. تنتمي حركة سارفودايا إلى شبكة القرى البيئية العالمية.

## أصل الكلمة
تستند الحركة إلى المبادئ البوذية والغاندية. تعني كلمة «سارفودايا» التي صاغها موهانداس غاندي «الرفاهية للجميع». أما كلمة شرامادانا فتعني «هبة العمل». ويعني اسم «سارفودايا شرامادانا» مجتمعةً «الرفاه للجميع من خلال عملنا المشترك».

## التاريخ
تلقت قرية روديا المهملة عام 1958، التي يقطنها منبوذون اجتماعيًا ومتسولون، مساعدة في شكل ترميم المنازل وحفر الآبار والمراحيض وإنشاء حدائق مجتمعية، كما تم إطلاق برامج تعليمية ومساعدة في مجال العمل الحر. كان المنظم هو د. أ. أبييسكيرا، وهو موظف في وزارة التنمية الريفية السريلانكية، الذي صاغ أثناء بحثه عن حلول لهذا النوع من المجتمعات المحلية مصطلح «شرامادانا»، أي «هبة العمل»، لوصف نوع المساعدة المتوقعة من المتطوعين. كان من المقرر أن تكون قرية كاتالوا أول المستفيدين من هذا العمل المشترك.
قاد أهانغاماج تيودور أرياراتني، الذي كان آنذاك مدرسًا شابًا في كلية نالاندا في كولومبو، مجموعة من المدرسين والطلاب الذين شاركوا فيما أسماه "تجربة تعليمية". أدى نجاح «التجربة»، التي تكررت في قرى أخرى، وتطورت بشكل مستقل عن إدارة التنمية الريفية، إلى إنشاء أكبر منظمة لتعزيز التنمية في سريلانكا - حركة سارفودايا شرامادانا.

## الاحتياجات الأساسية العشرة
حاول النشطاء بقيادة أرياراتني تلبية الاحتياجات الحقيقية للقرويين. لتحقيق هذه الغاية، أجروا بحثًا في 600 قرية، وطلبوا من السكان وضع قائمة بأهم عشرة احتياجات لهم، بالترتيب من الأكثر إلحاحًا إلى الأقل أهمية. أسفر الاستطلاع عن قائمة بالاحتياجات التالية:
1. بيئة نظيفة
2. إمدادات كافية من المياه
3. الملابس
4. الطعام المغذي
5. المأوى
6. الرعاية الصحية
7. الاتصالات
8. الوقود والإنارة (الطاقة)
9. الحصول على التعليم
10. الأداء الثقافي والروحي

## البرنامج
يبدأ برنامج سرفادويا بدعوة من القرية لمناقشة الاحتياجات والطرق المناسبة لتلبيتها. يمر البرنامج بعدة مراحل أولها إنشاء مجلس للقرية وبناء مدرسة ومستوصف طبي وتطوير برامج للأسرة لتوفير الفرص الاقتصادية التي تمكن القرية من الاكتفاء الذاتي، وإنشاء مصرف للقرية وعرض المساعدة على باقي القرى. يرعى برنامج سرفادويا كذلك الوساطات العامة التي تضم العشرات أو المئات من الهندوس والبوذيين والمسلمين والمسيحيين للتواصل معًا بشأن الرفاهية المشتركة من خلال تأمل براهمافيهارا المقبول لدى جميع الأطياف.
تبدأ المساعدة المباشرة مع تغيير سلوك أهل القرية وتلبية الاحتياجات الأساسية فقط في المرحلة الثالثة. تصر المؤسسة على ترسيخ الوعي بأهمية السلام والاستدامة في المجتمع. يؤكد أرياراتني على أن حقيقة برنامج سرفادويا تكمن في إيقاظ الفرد والمجتمع.
الخطوات الخمس التالي هي:
1. تطوير بنية تحتية سيكولوجية
2. تطوير بنية تحتية اجتماعية وتعليمية
3. إشباع الاحتياجات الإنسانية الأساسية وتطوير المؤسسات
4. إيجاد الفرص والدخل والاكتفاء الذاتي
5. مشاركة القرى المجاورة

تمثل حركة سارفودايا لتكنولوجيا المعلومات والاتصالات من أجل التنمية برنامج تطوير تكنولوجيا المعلومات (ICT4D). بدأ برنامج سرفادويا بإنشاء مراكز اتصالات في عام 1997م، استجابةً لمشاكل التمييز الرقمي في ريف سريلانكا. تُعد مراكز معلومات القرية (المعروفة اختصارًا VIC) مكاتب ريفية أنشأتها القيادات الشابة في القرية بصفتها مبادرة «مجانية التكلفة» لتأهيل المحرومين من التعليم أو ضعيفي التعليم في المجتمعات الريفية بما يناسب عمرهم. يوجد حوالي 21 مركز تعليمي تطور لمركز اتصالات مستقل في أواسط عام 2008، من بين 172 مركز معلومات تم تأسيسه منذ أوائل عام 2000.
قامت شركة سريلانكا للاتصالات بالتعاون مع حركة سارفودايا لتكنولوجيا المعلومات والاتصالات في سبتمبر 2012 بفتح مجمع اتصالات قروي بنظام أندرويد. يهدف البرنامج إلى توصيل المجتمعات الريفية باستخدام الأجهزة اللوحية التي تعمل بنظام الأندرويد، حيث وزعتها الشركة على نحو 20 أسرة في القرى المحددة لمدة أسبوعين لإجراء تدريب على استخدام الإنترنت.
يصف المؤلف جون كلارك حركة سرفادويا شرامادانا بأنها حركة فوضوية من حيث الهيكل التنظيمي والأهداف، حيث يستمدون أفكارهم الفلسفية من الفوضوي المهاتما غاندي.